# Mega Man Zero (серия)
Mega Man Zero (яп. ロックマンゼロ Роккуман Дзэро) — серия видеоигр в жанре платформера, входящая во франшизу Mega Man компании Capcom. Разработана студией Inti Creates при участии Кэйдзи Инафунэ и Ёсинори Кавано. Серия включает четыре игры, изначально выпущенные для Game Boy Advance, а позднее портированные на Nintendo DS и Virtual Console.
События игр разворачиваются через 100 лет после сюжетной линии Mega Man X. Главный герой — пробудившийся от долгого сна Зеро, который оказывается втянут в войну между людьми и реплоидами — разумными человекоподобными роботами. Из-за глобального энергетического кризиса реплоиды подвергаются притеснениям и преследованиям со стороны человечества. Зеро помогает сопротивлению реплоидов во главе с учёной Сиэль противостоять другим реплоидам, посланным людьми для их уничтожения. По мере развития сюжета ситуация существенно меняется.

## Переиздания
Компания Capcom выпустила сборник Mega Man Zero Collection для Nintendo DS, включающий все четыре игры серии Mega Man Zero. Выпуск состоялся 8 июня 2010 года в Северной Америке, 10 июня в Японии и Австралии. Европейский выпуск планировался на 11 июня 2010 года, однако фактически был осуществлен не во всех странах региона. Игры в сборнике не подверглись изменениям по сравнению с оригинальными версиями. Были добавлены новые функции: галерея иллюстраций, возможность переназначения кнопок управления и режим «Easy Scenario». Последний позволяет проходить все четыре игры как единое целое с упрощениями: появление блоков, закрывающих шипы, отсутствие необходимости кормить эльфов, автоматическая активация всех способностей кибер-эльфов.
В феврале 2020 года вышел новый сборник Mega Man Zero/ZX Legacy Collection для PlayStation 4, Xbox One, Steam и Nintendo Switch. В него вошли все четыре игры серии Zero, а также Mega Man ZX и Mega Man ZX Advent. Как и предыдущие издания Legacy Collection, сборник содержит дополнительный контент и новый игровой режим Z Chaser — мини-игру на время. Изначально выпуск планировался на 21 января 2020 года по всему миру и 23 января 2020 года в Японии, но был перенесен на 25 и 27 февраля соответственно.